# Venturia floridensis
Venturia floridensis là một loài tò vò trong họ Ichneumonidae.